# Lista de pinturas de Simão Rodrigues
Esta é uma lista de pinturas de Simão Rodrigues, lista não exaustiva das pinturas deste pintor, mas tão só das que como tal se encontram registadas na Wikidata.
A lista está ordenada pela data da publicação de cada pintura. Como nas outras listas geradas a partir da Wikidata, os dados cuja designação se encontra em itálico apenas têm ficha na Wikidata, não tendo ainda artigo próprio criado na Wikipédia.
Simão Rodrigues é um artista muito influenciado pelo maneirismo italiano na sua feição conservadora e romanista. São atribuídas a Simão Rodrigues numerosas pinturas no mesmo estilo agradável e envolvente, designadamente a série de pequenos painéis sobre a vida de São João Baptista actualmente no MNAA. São pinturas na sua maioria já seicentistas concretizando uma feição conservadora e atávica do maneirismo tridentino mas ainda muito presas aos modelos italianizantes da geração anterior.
| Imagem | Título                                                                   | Data        | Retrata                                | Coleção                             | Descrito em |
| ------ | ------------------------------------------------------------------------ | ----------- | -------------------------------------- | ----------------------------------- | ----------- |
|        | Martírio de São João Baptista                                            | 1590        | João Batista martírio                  | Museu Nacional de Arte Antiga       |             |
|        | Prisão de São João Baptista                                              | 1590        | João Batista                           | Museu Nacional de Arte Antiga       |             |
|        | Nascimento de São João Baptista                                          | 1590        | João Batista                           | Museu Nacional de Arte Antiga       |             |
|        | São João Baptista perante Herodes Antipas e Herodíade                    | 1590        | João Batista Herodes Antipas Herodíade | Museu Nacional de Arte Antiga       |             |
|        | Adoração dos Pastores                                                    | 1595        | Adoração dos Pastores Menino Jesus     |                                     |             |
|        | Nascimento de São João Batista                                           | 1597        | João Batista Isabel                    | No/unknown value                    |             |
|        | O Anúncio do Anjo a Zacarias                                             | 1597        | anjo Zacarias                          | No/unknown value                    |             |
|        | Pregação de São João Baptista                                            | 1597        | João Batista                           | No/unknown value                    |             |
|        | São João Baptista Menino despedindo-se dos Pais ao partir para o Deserto | 1597        | João Batista Isabel Zacarias           | No/unknown value                    |             |
|        | O Diabo troca os livros bons pelos livros maus a São Jerónimo            | século XVI  | Jerónimo                               | Mosteiro dos Jerónimos              |             |
|        | Partida de São Jerónimo para o Oriente                                   | século XVI  | Jerónimo                               | Mosteiro dos Jerónimos              |             |
|        | São Jerónimo estuda com os Eremitas em Calcis                            | século XVI  | Jerónimo Cálcis da Celessíria          | Mosteiro dos Jerónimos              |             |
|        | O Beijo de Judas                                                         | 1605        | Beijo de Judas                         | Museu de Leiria                     |             |
|        | Beijo de Judas                                                           | 1608        | Prisão de Jesus Beijo de Judas         | Museu Nacional de Machado de Castro |             |
|        | Nascimento da Virgem Maria                                               | 1611        | Nascimento da Virgem Maria             | Museu Nacional de Machado de Castro |             |
|        | Visitação                                                                | século XVII | Visitação                              | Museu Nogueira da Silva             |             |
|        | Beijo de Judas                                                           | século XVII |                                        | No/unknown value                    |             |
|        | São João Evangelista                                                     | século XVII | São João Evangelista                   | Museu Nacional Grão Vasco           |             |
|        | São Lucas Evangelista                                                    | século XVII | São Lucas                              | Museu Nacional Grão Vasco           |             |
|        | São Marcos Evangelista                                                   | século XVII | São Marcos                             | Museu Nacional Grão Vasco           |             |
|        | São Mateus Evangelista                                                   | século XVII | Mateus                                 | Museu Nacional Grão Vasco           |             |

∑ 21 items.